# Luay Salah
Pour les articles homonymes, voir Salah.
Luay Salah Hassan (arabe : لؤي صلاح حسن) (né le 10 février 1982 à Bagdad en Irak) est un joueur de football international irakien, qui évolue au poste d'attaquant.

## Biographie

### Carrière en sélection
Avec l'équipe d'Irak, il a joué 23 matchs (pour 4 buts inscrits) depuis 2002. Il figure dans le groupe des sélectionnés lors de la coupe d'Asie des nations de 2007.
Il a également participé à la coupe des confédérations de 2009.

## Palmarès
Avec l'Irak, il remporte la Coupe d'Asie des nations en 2007 en battant l'Arabie Saoudite en finale. 